# Argentine (Michigan)
Argentine – jednostka osadnicza w Stanach Zjednoczonych, w stanie Michigan, w hrabstwie Genesee.